# Systerskap

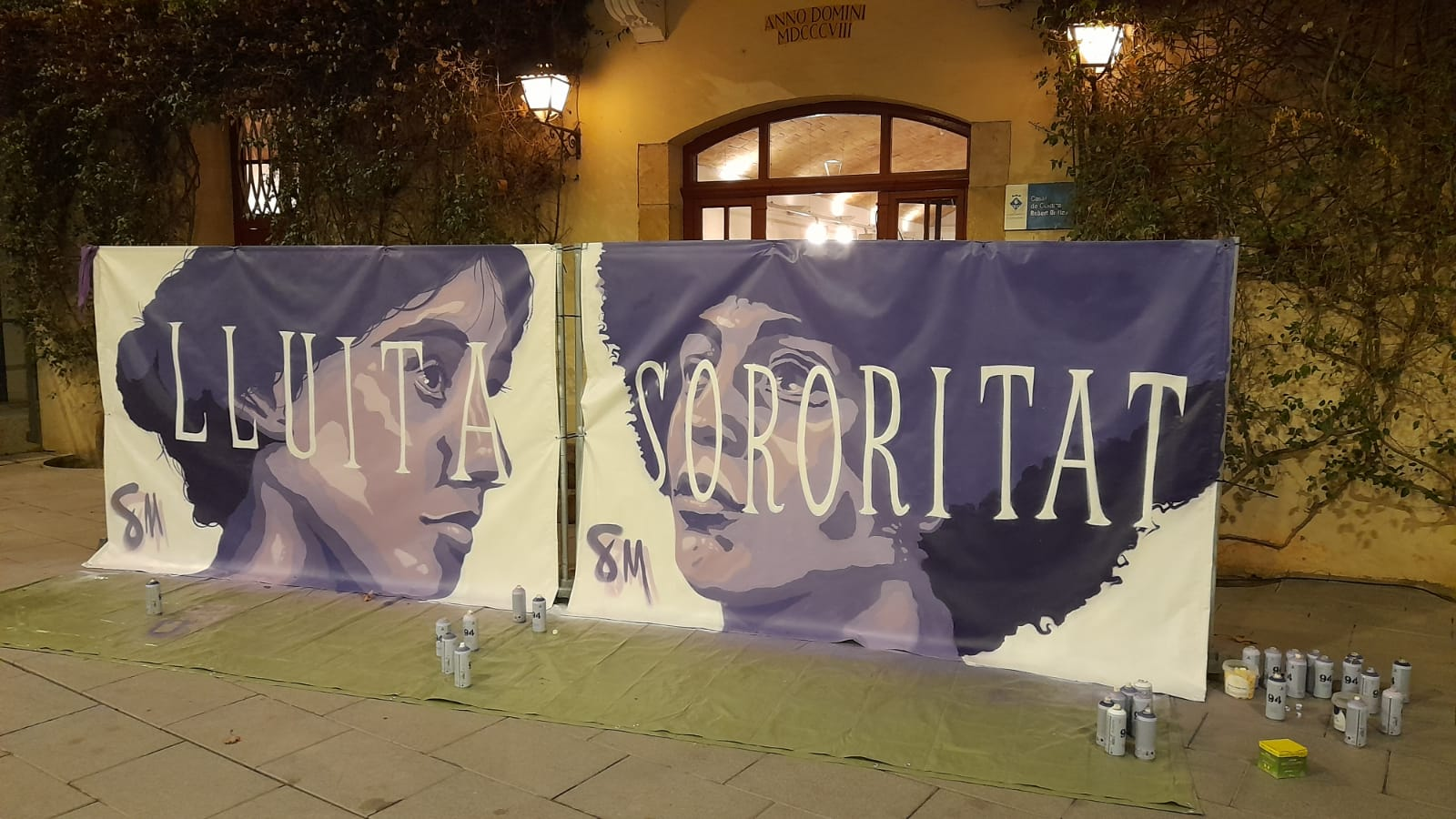
2022 graffiti i Esplugues de Llobregat som främjar systerskap.

Systerskap, personligt eller politiskt förhållande (mellan kvinnor) som bygger på känslor av gemenskap vanligen mellan personer som inte är biologiska systrar.
Systerskap används ibland med feministisk anknytning, stödet kvinnor emellan mot patriarkala maktstrukturer. Har inte funnits lika länge som ordet broderskap men används i den feministiska diskursen.